# Rapsodia russa
La Rapsodia russa è una composizione per due pianoforti di Sergej Vasil'evič Rachmaninov.

## Storia della composizione
In una lettera del 10 gennaio 1891 a Natalija Skalon, Rachmaninov accennò di aver iniziato a lavorare a un pezzo per due pianoforti che voleva eseguire con Aleksandr Ziloti. Il manoscritto della Rapsodia russa riporta le date 12-15 gennaio 1891. Diversamente dalle intenzioni iniziali, Rachmaninov eseguì per la prima volta in pezzo assieme a Iosif Levin al conservatorio di Mosca il 17 ottobre 1891. Sebbene entrambi fossero pianisti estremamente abili, dopo la prima Rachmaninov semplificò considerevolmente tre passaggi. Questo è citato come il primo dei molti casi in cui il compositore avrebbe revisionato alcuni dei suoi pezzi senza una ragione apparente, in quanto la causa non poteva essere determinata dalle capacità dell'esecutore. 

## Struttura della composizione
Il pezzo è più un tema con variazioni che una vera e propria rapsodia. Il folkloristico tema iniziale è piuttosto semplice, mentre le variazioni diventano progressivamente più complesse, rendendo la composizione virtuosa e brillante. 